# Diamante (Kalabrien)

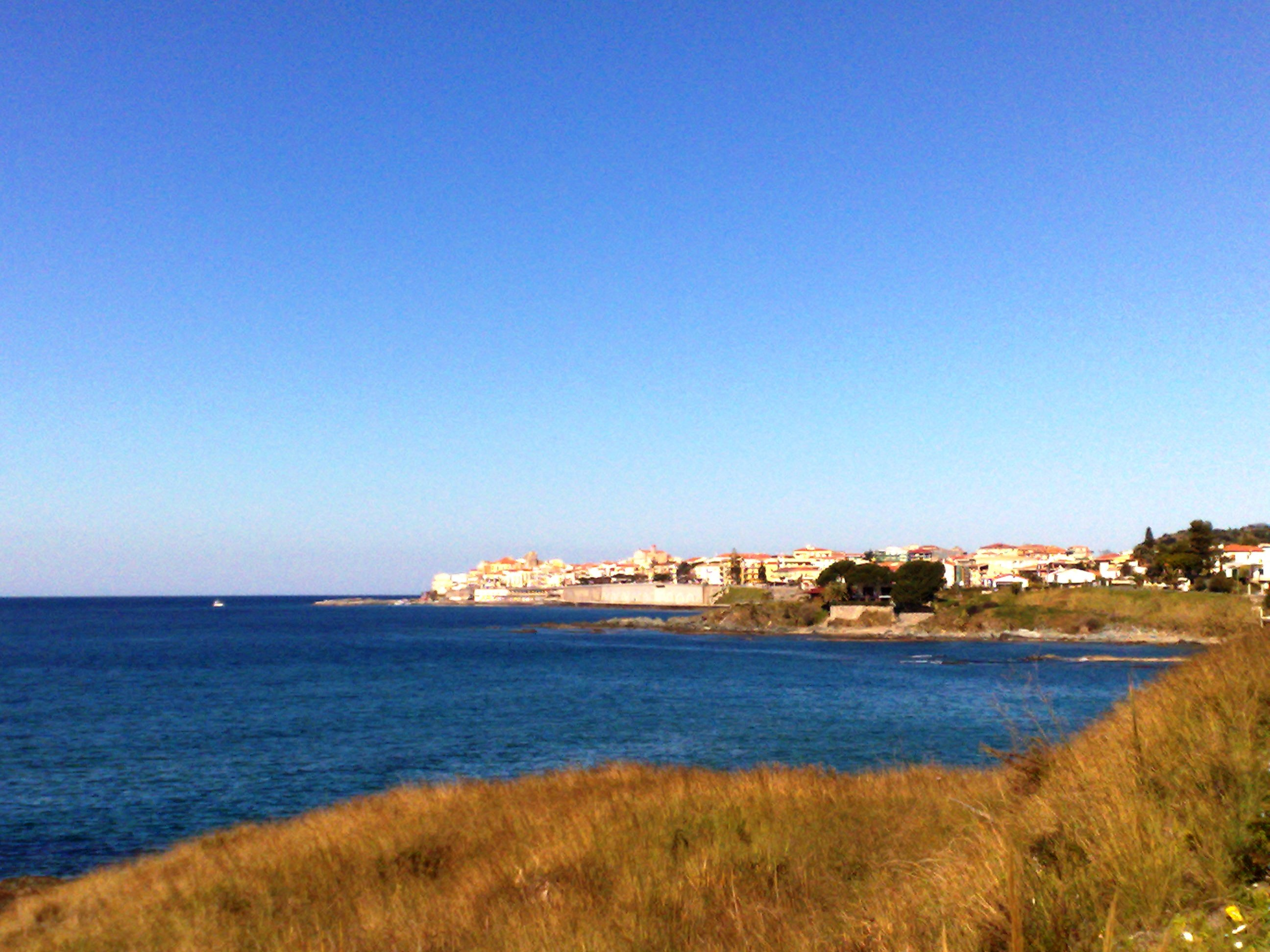
Diamante von Süden aus gesehen

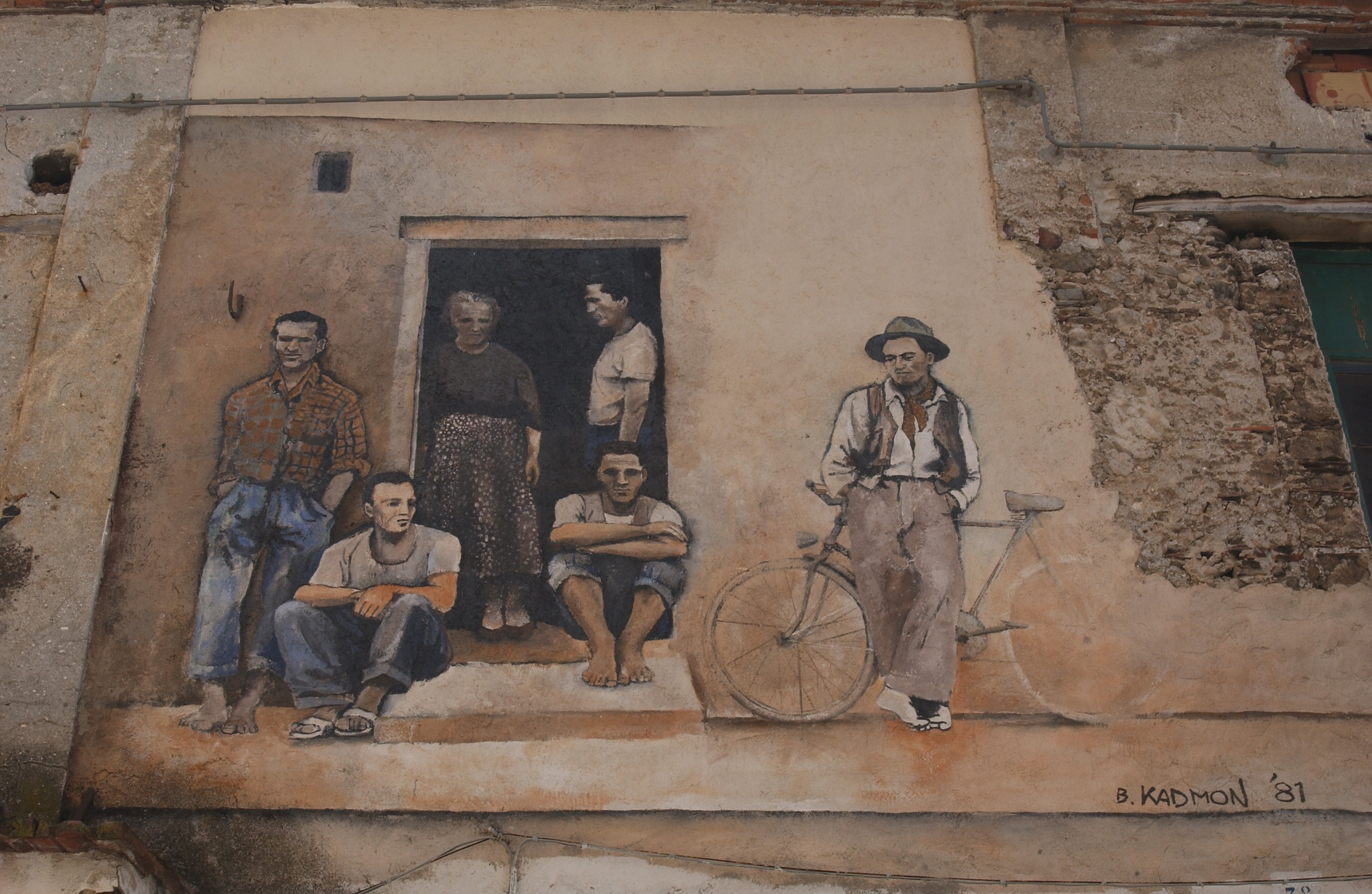
Murales

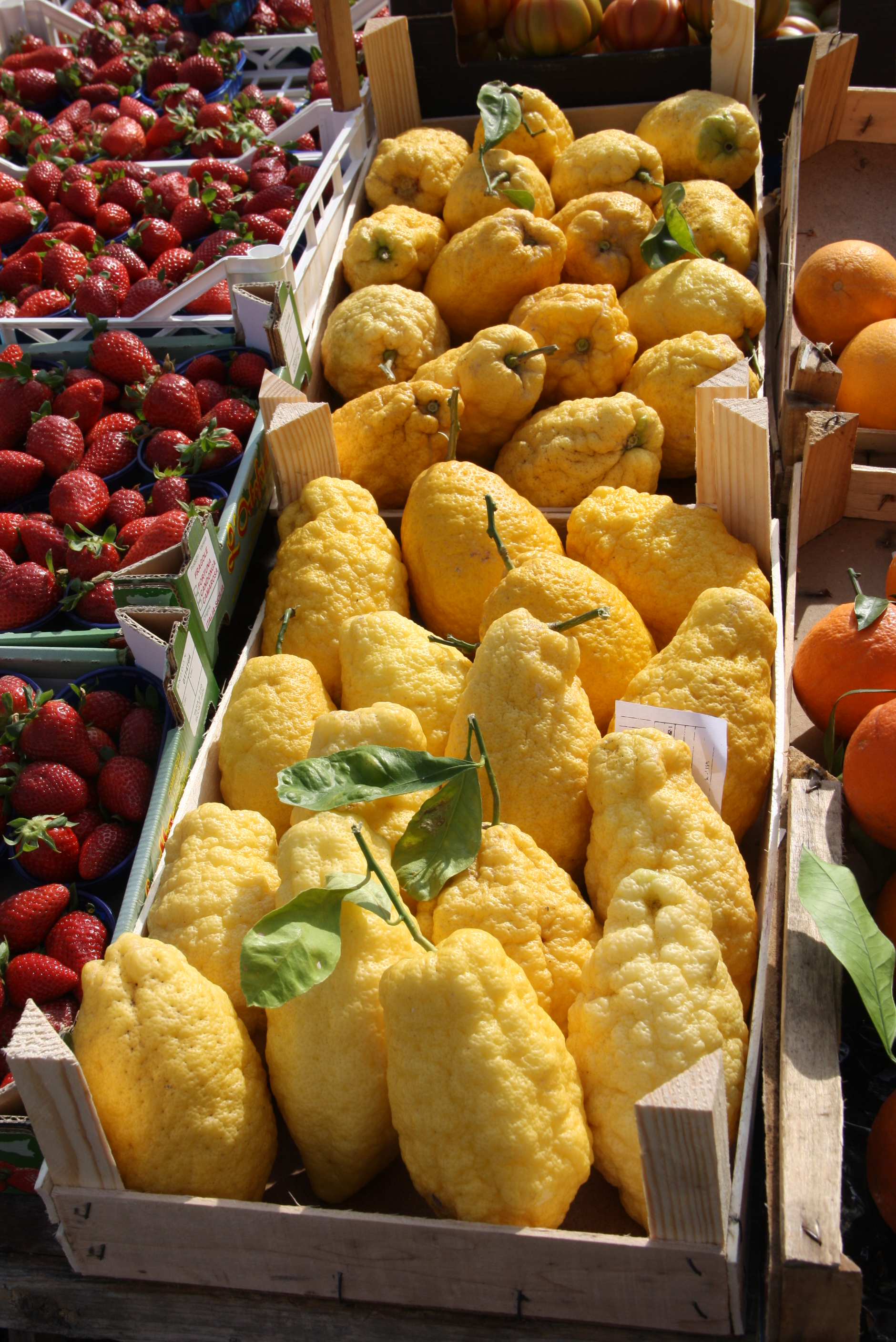
Zitronatzitronen (ital. Cedri)

Diamante ist ein Küstenort in der Provinz Cosenza in der Region Kalabrien in Italien mit 4996 Einwohnern (Stand 31. Dezember 2023).

## Lage und Daten
Diamante liegt 78 km nördlich von Cosenza an der westlichen Küste von Kalabrien. Der Tourismus ist die Haupteinnahmequelle der Einwohner, weitere Erwerbsquellen sind die Fischerei und die Produktion von Zitronat.
Die Nachbargemeinden sind Belvedere Marittimo, Buonvicino, Grisolia und Maierà.

## Geschichte
Diamante gehörte im 15. Jahrhundert zum Besitz der neapolitanischen Fürstenfamilie Carafa.

## Sehenswürdigkeiten
Zu den ältesten Bauwerken zählt ein Turm, der um 1500 nahe der Mündung des Corvino errichtet wurde. Die Chiesa dell’Immacolata Concezione aus dem 17. Jahrhundert beherbergt eine von Gläubigen sehr verehrte Madonnenfigur. Besonders bekannt ist der Ort für seine Wandmalereien, die murales, die 1981 von rund 80 Künstlern gestaltet wurden. 1986 wurden sie von Schriftstellern und Dichtern mit Texten ergänzt.

## Besonderheiten

### Zitronatzitrone
Nach dem Städtchen Diamante ist eine besondere Varietät der Zitronatzitrone, die Diamante-Zitronatzitrone (Citrus medica var. vulgaris bzw. Citrus medica cv. diamante; italienisch cedro di diamante, hebräisch אתרוג קלבריה oder גינובה) benannt. Die einzige Weltregion, in der diese Varietät angebaut wird, erstreckt sich über einen fast 40 Kilometer langen Küstenstreifen von dem kalabrischen Nachbarort Tortora bis nach Belvedere Marittimo. Zitronatzitronen wie die Diamante-Zitronatzitrone werden zwar vorrangig zu Zitronat verarbeitet, Zitronatzitronen spielen daneben als sogenannte Etrogs innerhalb des Judentums eine rituelle Rolle beim Laubhüttenfest. Der Etrog gehört zu dem im 3. Buch Mose 23, 40 vorgeschriebenen Feststrauß, der aus Palmzweig (Lulav), Myrtenzweig (Hadassim), Bachweide (Arawot) und Paradiesapfel (Etrog) gebildet wird.
Die unterschiedlichen Gruppierungen innerhalb des Judentums nutzen verschiedene Varietäten der Zitronatzitrone als Etrog, die Gartenhistorikerin Attlee spricht von mindestens 12 deutlich unterscheidbaren Varietäten. Die Festlegung erfolgt durch den jeweiligen Posek. Die Lubawitscher Juden, eine chassidische Gruppierung innerhalb des Orthodoxen Judentums, verwenden auf Weisung ihres Rebbe Menachem Mendel Schneerson als Etrog ausschließlich die Diamante-Zitronatzitrone und sind damit auf die Zitronatzitronen angewiesen, die in der Region zwischen Tortora und Belvedere Marittimo wachsen. Die Bäume werden zwei Mal im Jahr abgeerntet. Die Erntezeit, die in etwa im Monat August stattfindet, wird fast ausschließlich für das Laubhüttenfest verwendet. Es finden sich in dieser Zeit zahlreiche Vertreter dieser Glaubensrichtung im Norden Kalabrien ein, die überwachen, dass die Früchte von Plantagen stammen, die den Anforderungen entsprechen und passende Früchte für die Lubowitscher Gemeinden aufkaufen, die sich heute in aller Welt befinden. Nur ein sehr kleiner Teil der Ernte entspricht den hohen Anforderungen an Etrog. Die für das Laubhüttenfest verwendeten Früchte dürfen keinerlei Spuren von Insektenfraß und eine einheitliche Färbung aufweisen. Perfekte Früchte, die den Anforderungen entsprechen, werden für Preise zwischen 25 € und 250 € gehandelt.
Die Verwendung dieser Varietät ist schlüssig: Die jüdischen Migranten, die nach der Eroberung Jerusalems im Jahre 70 n. Chr. in Italien, auf Sizilien, Griechenland und Spanien siedelten, führten dort die Zitronatzitrone ein, die sie zuvor im Heiligen Land angebaut hatten. Die Zitronatzitrone ist generell die erste Zitruspflanze, die auf dem europäischen Kontinent angebaut wurde.

### Festival del peperoncino
Jedes Jahr findet in den ersten Septembertagen das „Festival del peperoncino“ (‚Chili-Festival‘) statt. Es ist ein kulturelles und gastronomisches Festival, das seit 1992 stattfindet. Der Journalist Enzo Monaco konzipierte es anlässlich des 500. Jahrestages der Entdeckung Amerikas, ein Ereignis, das an die Einführung von Paprika und Chili in Europa und in der kalabrischen Küche erinnern soll.

## Persönlichkeiten
- Nuccio Ordine (1958–2023), Philosoph und Literaturwissenschaftler